# Kościół Narodzenia Najświętszej Maryi Panny w Środzie Śląskiej
Kościół Narodzenia Najświętszej Maryi Panny – rzymskokatolicki kościół pomocniczy należący do parafii św. Andrzeja Apostoła w Środzie Śląskiej.
Świątynia jest jedyną pamiątką po założonym w tym miejscu około 1220 roku przez biskupa Wawrzyńca leprozorium, czyli szpitalu dla trędowatych. Kościół został wzniesiony w stylu romańskim, jest orientowany, murowany z cegły, składa się z jednej nawy i posiada prostokątne prezbiterium zakończone półkolistą apsydą. Apsyda jest zasklepiona półkopułą, prezbiterium nakryte jest sklepieniem krzyżowo-żebrowym, natomiast nawa sklepieniem kolebkowym z lunetami. W latach 1960–1961 były prowadzone badania, które pozwoliły na odsłonięcie od strony południowej dolnych partii kamiennego portalu uskokowego z kolumienkami w narożnikach, natomiast we wnętrzu prezbiterium dwóch rzędów półkolistych sediliów. Sama budowla została przebudowana pod koniec XVII wieku w duchu baroku, zamurowano wówczas stary portal, 8 nisz modlitewnych i okna, natomiast w XIX wieku mieścił się w niej magazyn. Świątynia została odbudowana w latach 1964-1965.